# Garage Anthems: The Very Best of Garage 2000
Garage Anthems: The Very Best of Garage 2000 to remix album stworzony przez brytyjskiego piosenkarza R&B Craiga Davida i innych artystów, wydany 18 kwietnia 2000 roku przez wytwórnię Telstar Records. Album zawiera dwie płyty zremiksowanych utworów różnych artystów i kompozytorów, utrzymanych w gatunku muzyki elektronicznej, popu, R&B i UK garage.

## Lista utworów
CD1:
| Nr  | Tytuł utworu                                                                           | Długość |
| --- | -------------------------------------------------------------------------------------- | ------- |
| 1.  | „Movin' Too Fast” (Original Mix (feat. Artful Dodger i Romina Johnson))                | 5:53    |
| 2.  | „The Theme” (Radio Mix (feat. The Dreem Teem))                                         | 1:35    |
| 3.  | „I Don't Smoke” (feat. DJ Dee-Kline)                                                   | 5:52    |
| 4.  | „Just Gets Better” (TJR Dub (feat. TJR i Xavier))                                      | 3:40    |
| 5.  | „Re-Rewind (The Crowd Say Bo Selecta)” (feat. Artful Dodger)                           | 5:23    |
| 6.  | „R U Sleeping” (Bump and Flex Mix (feat. Indo))                                        | 2:04    |
| 7.  | „Summertime” (DKNY Remix (feat. Another Level i TQ))                                   | 3:18    |
| 8.  | „Dreams” (Original (feat. Smokin' Beats i Lynn Eden))                                  | 2:56    |
| 9.  | „Sweet Love 2k” (M-Dubbs Breakbeat Funk Mix (feat. Fierce i DJ Dee-Kline))             | 4:35    |
| 10. | „Anytime” (Original Mix (feat. Nu Birth))                                              | 4:09    |
| 11. | „Jerry” (feat. DJ Dee-Kline)                                                           | 2:26    |
| 12. | „I Refuse (What You Want)” (Industry Standard Club Mix (feat. Somore i Damon Trueitt)) | 3:55    |
| 13. | „Sunshine” (Wookie Main Mix (feat. Gabrielle))                                         | 4:01    |
| 14. | „Love Bug” (Ramsey and Fen Bump Mix (feat. Ramsey i DJ Dee-Kline))                     | 4:53    |
| 15. | „Can't Get Used to Losing You” (Marvel and Eli's Vocal Mix (feat. Colour Girl))        | 3:32    |
| 16. | „Oh Boy” (Ramsey and Fen Remix (feat. The Fabulous Baker Boys))                        | 5:07    |
| 17. | „Still on Your Side” (Artful Dodger Remix (feat. BBMak))                               | 4:24    |
| 18. | „King of My Castle” (Bini and Martini '999' Mix (feat. DJ Dee-Kline))                  | 3:40    |
| 19. | „Your Love” (Y2K Remix (feat. Ray Hurley i DJ Dee-Kline))                              | 3:54    |
| 20. | „What I Am” (Groove Chronicles Mix (feat. Emma Bunton i Tin Tin Out))                  | 3:11    |
|     |                                                                                        | 1:18:28 |

CD2:
| Nr  | Tytuł utworu                                                                 | Długość |
| --- | ---------------------------------------------------------------------------- | ------- |
| 1.  | „A Little Bit of Luck” (feat. DJ Luck i MC Neat)                             | 4:47    |
| 2.  | „Sincere” (feat. MJ Cole)                                                    | 3:10    |
| 3.  | „Teardrops” (Flava' Mix (feat. Lovestation))                                 | 4:53    |
| 4.  | „Each Time” (Sunship Remix (feat. E-17))                                     | 3:41    |
| 5.  | „Buddy X's 99” (Dreem Teem Vocal Mix (feat. The Dreem Teem))                 | 3:39    |
| 6.  | „Ripgroove” (Original Mix (feat. Double 99))                                 | 2:56    |
| 7.  | „Enough Is Enough” (Dubaholics Dub Remix (feat. Y-Tribe))                    | 3:03    |
| 8.  | „Gabriel Livew” (Garage Version (feat. Peven Everett i DJ Dee-Kline))        | 6:14    |
| 9.  | „Straight from the Heart” (Bump & Flex Vocal Mix (feat. Doolally))           | 4:58    |
| 10. | „Got Myself Together” (Meltdown Remix (feat. Flex i Bump & Flex))            | 3:51    |
| 11. | „Fill Me In” (Booty Edit)                                                    | 3:10    |
| 12. | „Spend the Night” (H-Man Mix (feat. Danny J. Lewis))                         | 5:08    |
| 13. | „My Love” (10 Degrees Below Dub Mix (feat. Kele Le Roc))                     | 3:24    |
| 14. | „Rendez-Vu” (feat. Basement Jaxx)                                            | 3:03    |
| 15. | „Joy & Pain” (Vocal Mix (feat. Dangerous Minds))                             | 3:40    |
| 16. | „Never Gonna Let You Go” (Kelly and Bump-N-Go Vocal Edit (feat. Tina Moore)) | 2:56    |
| 17. | „Nobody But You” (Booker T Inside Vocal Lick (feat. Conner Reeves))          | 4:16    |
| 18. | „Don't Call Me Baby” (Original 12" Mix (feat. Madison Avenue))               | 4:09    |
| 19. | „Right Before My Eyes” (The Remix (feat. N'n'G, MC Neat i DJ Dee-Kline))     | 4:51    |
| 20. | „Free” (Rip Up North Dub (feat. Ultra Naté))                                 | 2:30    |
|     |                                                                              | 1:18:19 |